# Stanisław Płaza (prawnik)
Stanisław Płaza (ur. 8 listopada 1927 w Jarosławicach k. Zborowa, zm. 13 lutego 2006 w Krakowie) – polski historyk prawa, profesor nauk prawnych, w latach 1981–1998 kierownik Katedry Historii Prawa Polskiego na Uniwersytecie Jagiellońskim.

## Życiorys
Dzieciństwo i młodość spędził na Kresach. W czasie wojny był wraz z rodziną, zesłany na Syberię, na Ural. Podczas zesłania pracował fizycznie. W 1944 roku jego rodzina wróciła do Polski i osiedliła się w Krakowie.
W 1949 roku złożył egzamin maturalny w Liceum im. Jana Sobieskiego w Krakowie, po czym rozpoczął studia matematyczne na Uniwersytecie Jagiellońskim. Po roku zdecydował się zmienić kierunek na prawo, które ukończył w 1954 roku. W trakcie studiów brał udział w seminarium historyczno-prawnym Adama Vetulaniego. Pod jego kierunkiem obronił w 17 lutego 1964 pracę doktorską pt. „Sądy wójtowskie we wsiach Sądecczyzny od XVI do XVIII wieku”.
W 1957 rozpoczął pracę nauczyciela akademickiego na Uniwersytecie Jagiellońskim na stanowisku asystenta, stopniowo przechodząc przez wszystkie szczeble kariery naukowej (adiunkt w 1965, profesor nadzwyczajny w 1977, profesor zwyczajny w 1986). W latach 1969–1979 pracował także na Wydziale Prawa i Administracji Uniwersytetu Śląskiego w Katowicach. W tym czasie wypromował kilkudziesięciu doktorów i kilkuset magistrów, w tym większość obecnych pracowników katedr historyczno-prawnych na WPiA UJ i UŚl w Katowicach. Pod jego kierunkiem stopień naukowy doktora uzyskały m.in. Dorota Malec (1995), Izabela Lewandowska-Malec (1997), Anna Zarzycka (2002), Władysław Pęksa (2005) i Rafał Łyszczek (2005). Od roku 1998 przebywał na emeryturze, nie przerywając przy tym pracy naukowej (ostatni doktorat wypromował w 2005). W 1999 roku, podczas uroczystej sesji naukowej zorganizowanej z okazji 75 rocznicy urodzin, odebrał Księgę Jubileuszową Parlamentaryzm i prawodawstwo przez wieki (red. prof. W. Uruszczak i prof. J. Malec).
Pochowany na cmentarzu Batowickim w Krakowie (kwatera CXLI-zach.-15).

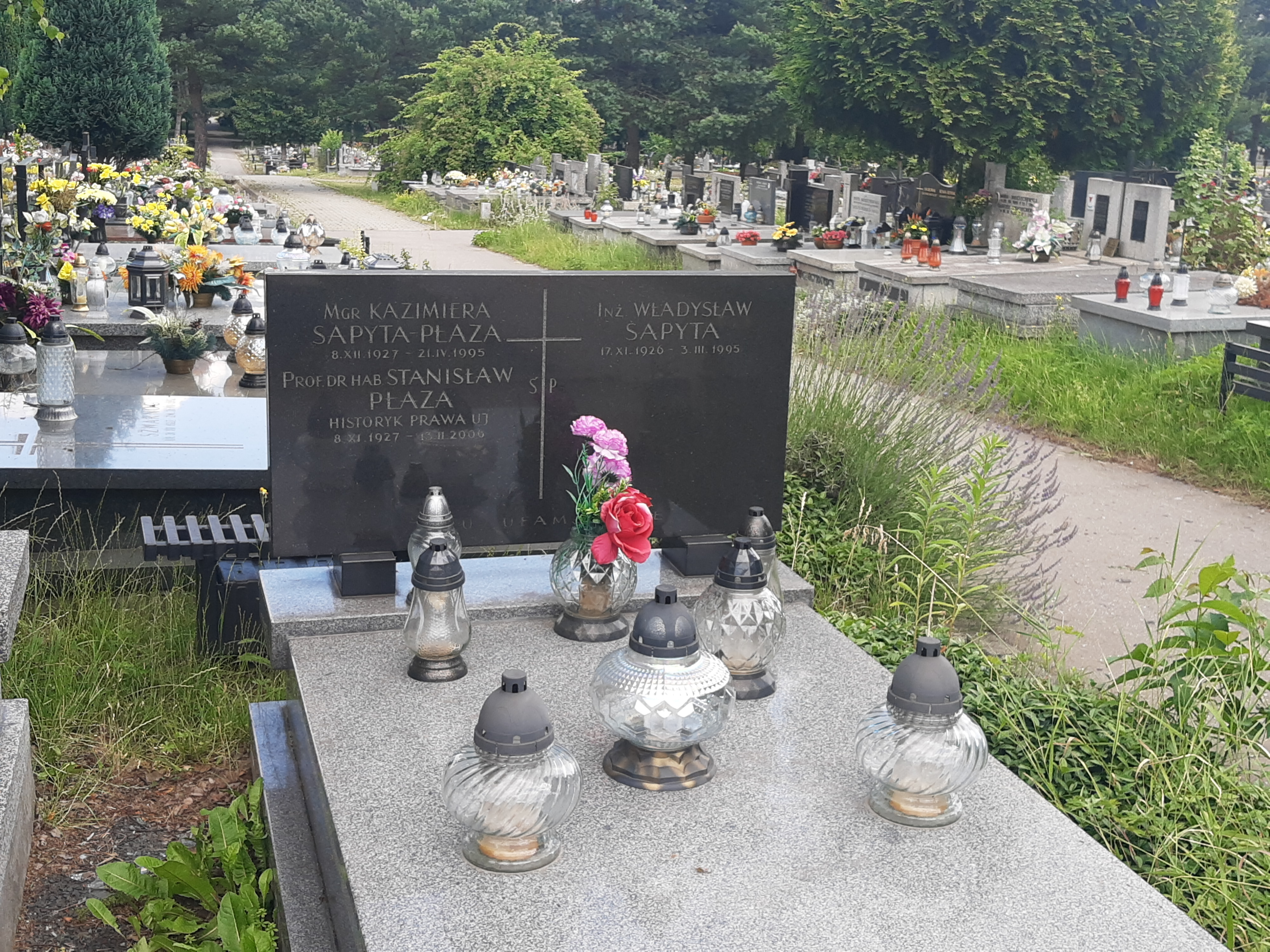
Grób prof. Stanisława Płazy na Cmentarzu Prądnik Czerwony

## Dorobek naukowy
Jego praca naukowa skupiła się głównie na dziejach Polski przedrozbiorowej: historii parlamentaryzmu, komparatystyce historyczno-prawnej, historii źródeł prawa, historii wsi polskiej. Jego dziełem życia pozostaje monumentalna, pisana niemal do samej śmierci, Historia prawa w Polsce na tle porównawczym  (trzy tomy, tom czwarty zawiera szczegółowe indeksy), będąca jak do tej pory najdokładniejszym tego typu opracowaniem w literaturze polskiej. Za pracę tę został uhonorowany najwyższym uniwersyteckim odznaczeniem – Laurem Jagiellońskim.
Wybór prac naukowych:
- Próby reform ustrojowych w czasie pierwszego bezkrólewia 1572–1574 (praca habilitacyjna wydana 1969)
- Sejmiki i zjazdy szlacheckie województw poznańskiego i kaliskiego. Ustrój i funkcjonowanie 1572–1632
- Sejmiki i zjazdy szlacheckie województwa sieradzkiego. Ustrój i funkcjonowanie 1572–1632
- Źródła drukowane do dziejów wsi w dawnej Polsce. Studium bibliograficzno-źródłoznawcze
- Źródła rękopiśmienne do dziejów wsi w Polsce feudalnej. Studium archiwoznawcze
- Księga sądowa Iwkowej 1581–1809
- Historia prawa w Polsce na tle porównawczym t. I-IV